# Lijst van voetbalinterlands België - Rusland (vrouwen)
Deze lijst van voetbalinterlands is een overzicht van alle officiële voetbalinterlands tussen de nationale vrouwenteams van België en Rusland. De landen hebben tot nu toe acht keer tegen elkaar gespeeld.

## Wedstrijden
| № | Plaats                     | Datum            | Competitie           | Wedstrijd        | Uitslag            |
| - | -------------------------- | ---------------- | -------------------- | ---------------- | ------------------ |
| 1 | Oud-Heverlee               | 11 oktober 1997  | WK 1999 kwalificatie | België − Rusland | 3 − 4              |
| 2 | Seljatino                  | 23 mei 1998      | WK 1999 kwalificatie | Rusland − België | 5 − 1              |
| 3 | Dessel                     | 20 augustus 2011 | Vriendschappelijk    | België − Rusland | 1 − 0              |
| 4 | Vila Real de Santo António | 9 maart 2016     | Algarve Cup          | België − Rusland | 5 − 0              |
| 5 | Tubeke                     | 20 oktober 2016  | Vriendschappelijk    | België − Rusland | 3 − 0              |
| 6 | Tubeke                     | 23 oktober 2016  | Vriendschappelijk    | België − Rusland | 3 − 1              |
| 7 | Denderleeuw                | 11 juli 2017     | Vriendschappelijk    | België − Rusland | 2 − 0              |
| 8 | San Pedro del Pinatar      | 22 februari 2022 | Pinatar Cup 2022     | België − Rusland | 0 − 0 (n.p. 7 - 6) |

## Samenvatting
| Competitie        | Totaal gespeeld | Winst België | Gelijk | Winst Rusland | Doelsaldo België – Rusland |
| ----------------- | --------------- | ------------ | ------ | ------------- | -------------------------- |
| WK-kwalificatie   | 2               | 0            | 0      | 2             | 4 − 9                      |
| Algarve Cup       | 1               | 1            | 0      | 0             | 5 − 0                      |
| Pinatar Cup       | 1               | 0            | 1      | 0             | 0 − 0                      |
| Vriendschappelijk | 4               | 4            | 0      | 0             | 9 − 1                      |
| Totaal            | 8               | 5            | 1      | 2             | 18 − 10                    |